# National Youth Jazz Orchestra
Het National Youth Jazz Orchestra is een Brits jazzorkest, dat in 1965 werd geformeerd door Bill Ashton. Het geeft jonge muzikanten de mogelijkheid om bigbandjazz op te voeren in grotere concertzalen, theaters als de Royal Albert Hall en de Royal Festival Hall en op de radio en televisie, maar ook om albums in te spelen. Het besteedt bovendien ook compositieorders uit aan Britse componisten en arrangeurs.

## Geschiedenis
Het aanvankelijk in Westminster gevestigde orkest begon als London Schools' Jazz Orchestra en ontwikkelde zich spoedig tot een landelijk optredend orkest. Tot de eerste editie van het NUJO behoorde o.a. Stan Sulzmann. Het NYJO verzorgde ook talrijke buitenlandse tournees, de meeste in Europese landen, maar ook in de Verenigde Staten, Australië en Nieuw-Zeeland. Tot de talrijke opnamen van het NYJO behoort ook een tributealbum (1990) aan de jazzpianist, bigband-leider en arrangeur Harry South.
Leden van het NYJO waren tijdens de laatste dertig jaar talrijke bekende Britse muzikanten zoals Julian Argüelles, Guy Barker, Chris Biscoe, Richard James Burgess, Geoff Castle, Chris Dagley, Sheena Davis, Jim Hart, Chris Hunter, Carol Kenyon, Phil Lee, Paul Lytton, Paul Nieman, Mark Nightingale, Brian Priestley, Simon Phillips, Frank Ricotti, Gerard Presencer, Gwilym Simcock, Gail Thompson, Phil Todd, Nigel Hitchcock en Amy Winehouse.
Naast het NYJO bestaat sinds 1945 het National Youth Orchestra of Wales en sinds 1948 het National Youth Orchestra of Great Britain.
Sinds 2012 worden de leden van het orkest formeel gekozen en moeten ze voorspelen. Naast het orkest (nu ook NYJO 1 genoemd) is er ook een NYJO 2 als instapband. Beide formaties repeteerden elke zaterdag in het Cockpit Theatre in Marylebone nabij Edgware Road in Londen. Sinds 2011 bestaat bovendien het NYJO London, met de focus op muzikanten in schoolleeftijd uit de regio Londen. Het orkest is sinds 2021 gevestigd in een gebouw van het Royal Arsenal in Woolwich, Zuidoost-Londen.

## Discografie
- 1971: The National Youth Jazz Orchestra - Play the Music of Alan Cohen, Graham Collier, John Dankworth & others
- 1973: National Youth Jazz Orchestra (Charisma Records)
- 1975: Live at London Weekend Television
- 1976: 11 Plus
- 1977: In Camra
- 1978: To Russia with Jazz
- 1979: Mary Rose
- 1980: Down Under
- 1980: The Sherwood Forest Suite
- 1981: Playing Turkey
- 1985: Concrete Cows
- 1985: Full Score
- 1987: Shades Of Blue & Green - with Lorraine Craig
- 1988: Maltese Cross
- 1990: Cooking With Gas
- 1990: Portraits - (The Music of Harry South)
- 1991: With An Open Mind
- 1991: Remembrance
- 1991: These are the Jokes
- 1993: Looking Forward Looking Back
- 1994: Hallmark
- 1995: Cottoning On
- 1995: In Control
- 1996: A View from the Hill
- 1996: Algarhythms
- 1997: Unison in All Things
- 1997: With one Voice
- 1998: 47 Frith Street
- 1999: Stepping Stones
- 2000: Who's Blue
- 2002: This Time Live at the Club
- 2003: Jasmine
- 2003: A Merry Christmas and a Happy New Year
- 2004: Jazz in Film
- 2005: Something Old Something New
- 2005: Two Suites
- 2006: London Pride
- 2008: When You're Ready
- 2009: A Christmas Carol in Six Movements